# Доброджану-Геря, Александру
Алекса́ндру Доброджа́ну-Ге́ря (рум. Alexandru Dobrogeanu-Gherea, 7 июля 1879, Плоешти — 4 декабря 1937, СССР) — общественно-политический деятель Румынии, член ЦК КПР, работник Коминтерна. Сын Константина Доброджану-Геря.

## Биография
Учился на инженера в Берлине. Член Социал-демократической партии Румынии с 1910 г., Социалистической партии Румынии с 1918 г., участник её левого большинства и трансформации в Социалистическо-коммунистическую партию в мае 1921 г.
В 1920 г. присутствовал в качестве делегата румынских социалистов на II конгрессе Коминтерна и встречался с В. И. Лениным, а также был избран депутатом румынского парламента. В октябре 1922 г. избран в ЦК Коммунистической партии Румынии в составе Георге Кристеску, Элека Кёблёша, Лукрециу Пэтрэшкану, Марчела Паукера, Евгения Розваня и Бориса Стефанова. В 1922—1924 гг. — член ревизионной комиссии ЦК КПР.
За свою политическую деятельность неоднократно подвергался арестам и заключался в тюрьму — в 1922 г. , декабре 1924 г. и 1928 г. В промежутке, будучи заочно осуждён на 10 лет, находился в СССР, работал в ИККИ, в 1927 г. вступил в члены ВКП(б) и в 1928 г. принял участие в IV съезде КПР в Харькове. После амнистии 1929 г. поселился в 1932 г. в Советском Союзе.
Репрессирован вместе с группой румынских коммунистов (в том числе с Ионом Дик-Дическу).